# Noors Poolinstituut

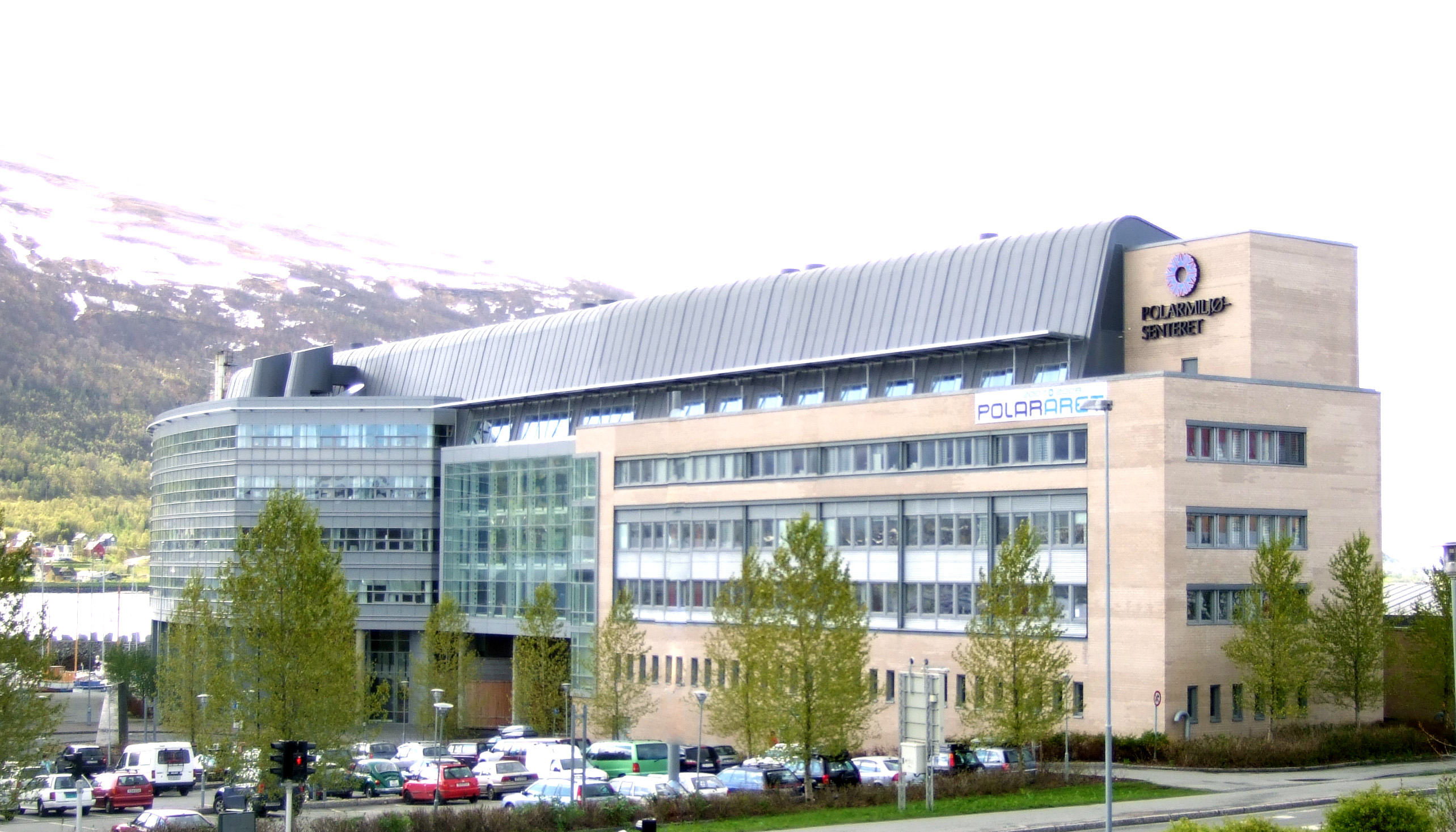
Kantoor Noors Poolinstituut in Tromsø

Het Noors Poolinstituut (Noors: Norsk Polarinstitutt) is het nationale instituut van Noorwegen voor poolonderzoek. Het onderzoek wordt uitgevoerd onder auspiciën van het Noorse Ministerie van Milieu. 
Het Instituut organiseert expedities naar de Arctische en Antarctische gebieden en runt een onderzoeksstation op Ny-Ålesund (Spitsbergen). De kantoren van het instituut bevinden zich in Tromsø en Spitsbergen, samen met een onderzoeksstation in Koningin Maudland, en biedt werk aan ongeveer 150 personen. 
Het heeft de verantwoordelijkheid om internationale verdragen met betrekking tot Antarctische activiteiten van de Noorse burgers of bedrijven af te dwingen.
Het instituut werd opgericht als Norges Svalbard- og Ishavsundersøkelser door Adolf Hoel in 1928.